# Seichamps
Seichamps is een gemeente in het Franse departement Meurthe-et-Moselle (regio Grand Est). in de regio Grand Est. De plaats maakt deel uit van het arrondissement Nancy. Seichamps telde op 1 januari 2022 5.155 inwoners.

## Geschiedenis
Seichamps was de hoofdplaats van het gelijknamige kanton tot het op 22 maart 2015 werd opgeheven en de gemeenten werden opgenomen in het op die dag gevormde kanton Le Grand Couronné.

## Geografie
De oppervlakte van Seichamps bedraagt 4,3 vierkante kilometer; Op 1 januari 2022 was de bevolkingsdichtheid 1.198,8 inwoners per km².

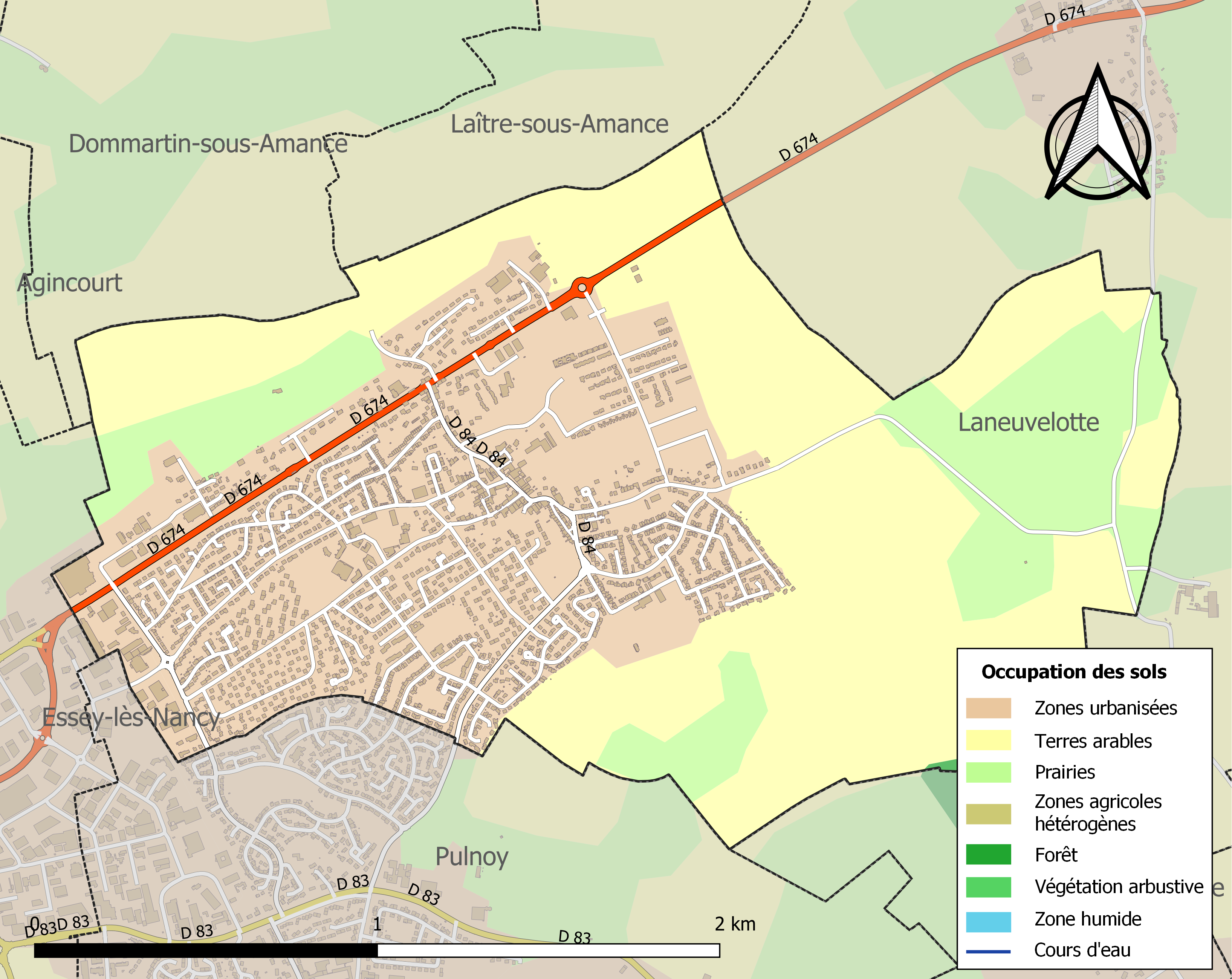
Kaart van de gemeente met de belangrijkste infrastructuur, bodemgebruik en omliggende gemeenten

## Demografie
Onderstaande figuur toont het verloop van het inwonertal.